# アンネコフ島
アンネコフ島（英語: Annenkov Island）は、イギリスの海外領土サウスジョージア・サウスサンドウィッチ諸島の島。サウスジョージア島から13 km南に位置する。無人島。最高点は650 m。